# Cymbidium canaliculatum
Cymbidium canaliculatum позната још као банана орхидеја или још као Квинсленд црна орхидеја је врста орхидеја из рода Cymbidium и породице Orchidaceae која се налази у северној и источној Аустралији. Нису наведене подврсте у Catalogue of Life.

## Галерија
- Цвет